# Tares
Tares è un cortometraggio muto del 1918 diretto da Cecil M. Hepworth.

## Trama
Un panettiere francese si rifiuta di rifornire i tedeschi e viene ucciso. Sua moglie viene violentata e si suicida.

## Produzione
Il film fu prodotto dalla Hepworth.

## Distribuzione
Distribuito dalla Moss, il film – un cortometraggio in due bobine – uscì nelle sale cinematografiche britanniche nell'agosto 1918.
Si pensa che sia andato distrutto nel 1924 insieme a gran parte degli altri film della Hepworth. Il produttore, in gravissime difficoltà finanziarie, pensò in questo modo di poter almeno recuperare l'argento dal nitrato delle pellicole.